# Juan Ibarrola Orueta
Juan Ibarrola Orueta (Laudio, 1900 - Laudio, 28 d'agost de 1976) va ser un militar espanyol, que va participar en la Guerra Civil Espanyola. Membre de la Guàrdia Civil, després de l'esclat de la contesa es va mantenir fidel a la República; enquadrat en l'Exèrcit republicà, va manar diverses unitats militars i va arribar a aconseguir el grau de tinent coronel.

## Biografia

### Formació i primers anys
Nascut en 1900 en la localitat alabesa de Laudio, va realitzar els seus estudis a Bilbao. Ingressaria en la Acadèmia d'Infanteria de Toledo, on va ser company de Francisco Galán Rodríguez. Va arribar a participar en la Guerra del Marroc, on va tenir una actuació destacada. Posteriorment va ingressar en el cos de la Guàrdia Civil. El juliol del 1936, a l'esclat de la Guerra civil, ostentava el rang de capità de la Guàrdia Civil i es trobava destinat en la 22a comandància de la Guàrdia Civil —la corresponent a Biscaia. Catòlic fervent, es va mantenir fidel a la República i es va oposar decididament a la rebel·lió militar.

### Guerra civil
Va tenir un paper rellevant durant la guerra al Nord. En la tardor de 1936 es va integrar a l'Eusko Gudarostea creat pel Govern provisional basc per a defensar-se dels revoltats. Durant la batalla de Villarreal va estar al capdavant d'una de les columnes que va atacar la localitat, a la fi de 1936. Més endavant va ser posat al comandament d'una de les divisions del I Cos d'Exèrcit d'Euzkadi, participant en els combats a Biscaia i en la batalla de Santander. Durant la campanya d'Astúries va manar la 50a Divisió, que agrupava les restes de la 3a Divisió basca. Ibarrola va prendre part en la batalla del Mazucu, abans de la caiguda d'Astúries, d'on aconseguiria escapar.
Va tornar a la zona republicana, on va rebre el comandament d'una divisió del XIV Cos d'Exèrcit Guerriller. Poc després va ser posat al comandament del XXII Cos d'Exèrcit, en substitució del coronel Ricardo Burillo. Al capdavant de la seva unitat va arribar a prendre part en la presa de Terol, el que li va valer el seu ascens al rang de tinent coronel. Malgrat aquest èxit, Ibarrola no va poder evitar la posterior pèrdua de Terol al febrer de 1938. Uns mesos més tard, encara al comandament del seu Cos d'Exèrcit, participa activament en la Campaña del Llevant, aconseguint defensar reeixidament València. Pel seu paper en aquests combats seria posteriorment condecorat amb la Medalla del Valor. Al començament de 1939 va prendre part activa en la batalla de Valsequillo, aconseguint conquerir un ampli territori encara que no va aconseguir evitar la caiguda de Catalunya. Al final de la guerra, va donar suport al Cop d'estat del coronel Casado contra el govern de Juan Negrín. A causa d'això, el tinent coronel José Recalde Vela —comandant de la 47a Divisió i oposat al cop— va arribar a destituir-lo i va assumir temporalment el comandament del XXII Cos d'Exèrcit.

### Postguerra
En finalitzar la guerra es trobava al port d'Alacant, al costat de centenars de refugiats republicans. Allí seria detingut pels franquistes, internat al camp de concentració dels Ametllers primer i al castell de Santa Bàrbara després. Va ser jutjat en consell de guerra i condemnat a mort, sent-li commutada la pena per 30 anys de presó. Amb la reducció de penes després del final de la Segona Guerra Mundial va ser posat en llibertat, tornant a la seva terra natal.
Va morir a Laudio, en 1976.